# Чемпионат мира по горному бегу 2016
32-й чемпионат мира по горному бегу прошёл 11 сентября 2016 года в городе Сапарева-Баня (Болгария). Участники соревновались в дисциплине горного бега «вверх». Разыгрывались 8 комплектов наград: по четыре в индивидуальном и командном первенствах (мужчины, женщины, юниоры и юниорки до 20 лет). Среди юниоров могли выступать спортсмены 1997 года рождения и моложе.
Сапарева-Баня во второй раз принимала у себя крупный международный турнир по горному бегу. В 2010 году здесь прошёл чемпионат Европы на трассе «вверх-вниз». Для участников мирового первенства была проложена трасса по территории национального парка «Рила». Она начиналась в центре города, проходила через горнолыжный курорт Паничище (1350 метров над уровнем моря) и заканчивалась на поляне среди семи Рильских озёр.
Забеги прошли в тёплую погоду. На старт вышли 323 бегуна (140 мужчин, 67 женщин, 65 юниоров и 51 юниорка) из 35 стран мира. Каждая страна могла выставить до 6 человек в мужской забег и до 4 человек — в женский и среди юниоров и юниорок. Сильнейшие в командном первенстве определялись по сумме мест четырёх лучших участников у мужчин и трёх лучших — у женщин, юниоров и юниорок.
Действующая чемпионка Европы среди юниорок Михаэла Странская третий год подряд попала в тройку призёров среди спортсменок до 20 лет. Однако выиграть турнир в личном первенстве ей так и не удалось: в 2016 году её опередила Сара Кистнер из Германии (серебряный призёр чемпионата 2014 года). В командный зачёт впервые шли три результата (прежде у юниорок складывались места только двух спортсменок). Изменённая формула не помешала сборной Чехии защитить титул чемпионок мира.
Очередное яркое выступление удалось бегунам из Уганды. В третий раз в истории турнира они заняли все места на пьедестале — в Болгарии это произошло в забеге юниоров. Лучшим здесь стал Джоэль Айеко, опередивший своих товарищей по команде на 2 минуты.
Андреа Майр из Австрии в очередной раз убедительно выиграла чемпионский титул в соревнованиях женщин. После забега в Болгарии она сравнялась с рекордсменом по количеству индивидуальных побед в истории турнира, новозеландцем Джонатаном Уайаттом. На их счету стало по шесть золотых медалей. Все свои победы Майр одержала на трассах «вверх», на которых она никому не отдала первое место, начиная с 2006 года (забеги «вверх» проводятся в чётные годы). Чемпионка мира 2009 года Валентина Белотти завоевала серебряную медаль и привела сборную Италии к победе в командном зачёте.
В мужском забеге со старта лидировал американец Джозеф Грей. За километр до финиша вперёд вышел угандиец Роберт Чемонгес, который смог отбить атаки американца до самого финиша и опередить того на 6 секунд. После окончания забега сборная США подала протест на его результаты: на всём протяжении финишной прямой рядом с Чемонгесом бежал победитель юниорского забега Джоэль Айеко, что являлось нарушением пункта 144.3(a) правил ИААФ — запрет на «лидирование» лиц, не участвующих в данном забеге. Протест американцев был удовлетворён, и Грей был объявлен чемпионом мира. Мужская сборная США также выиграла золотые медали в командном первенстве, впервые в истории соревнований.

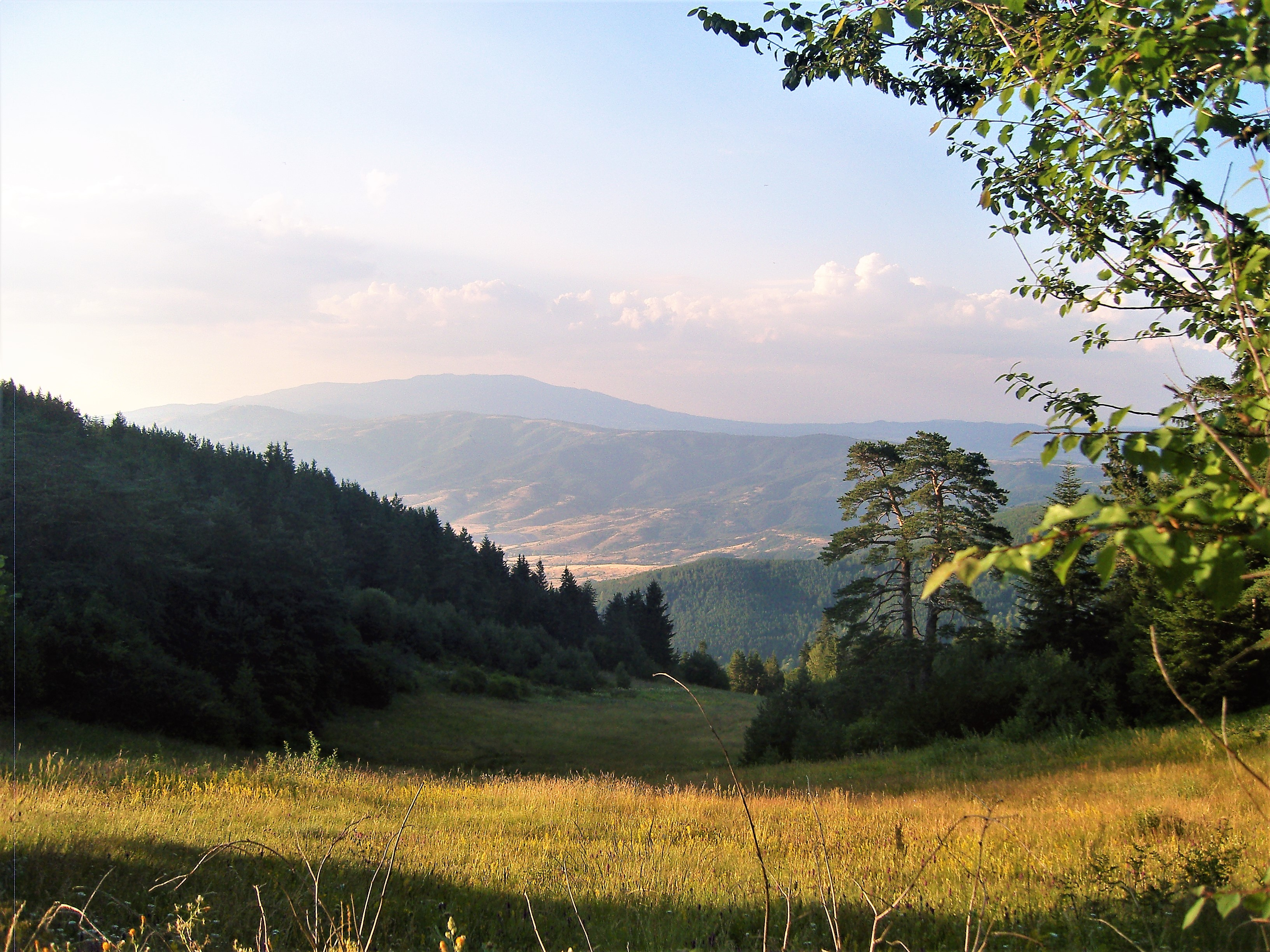
Горнолыжный курорт Паничище
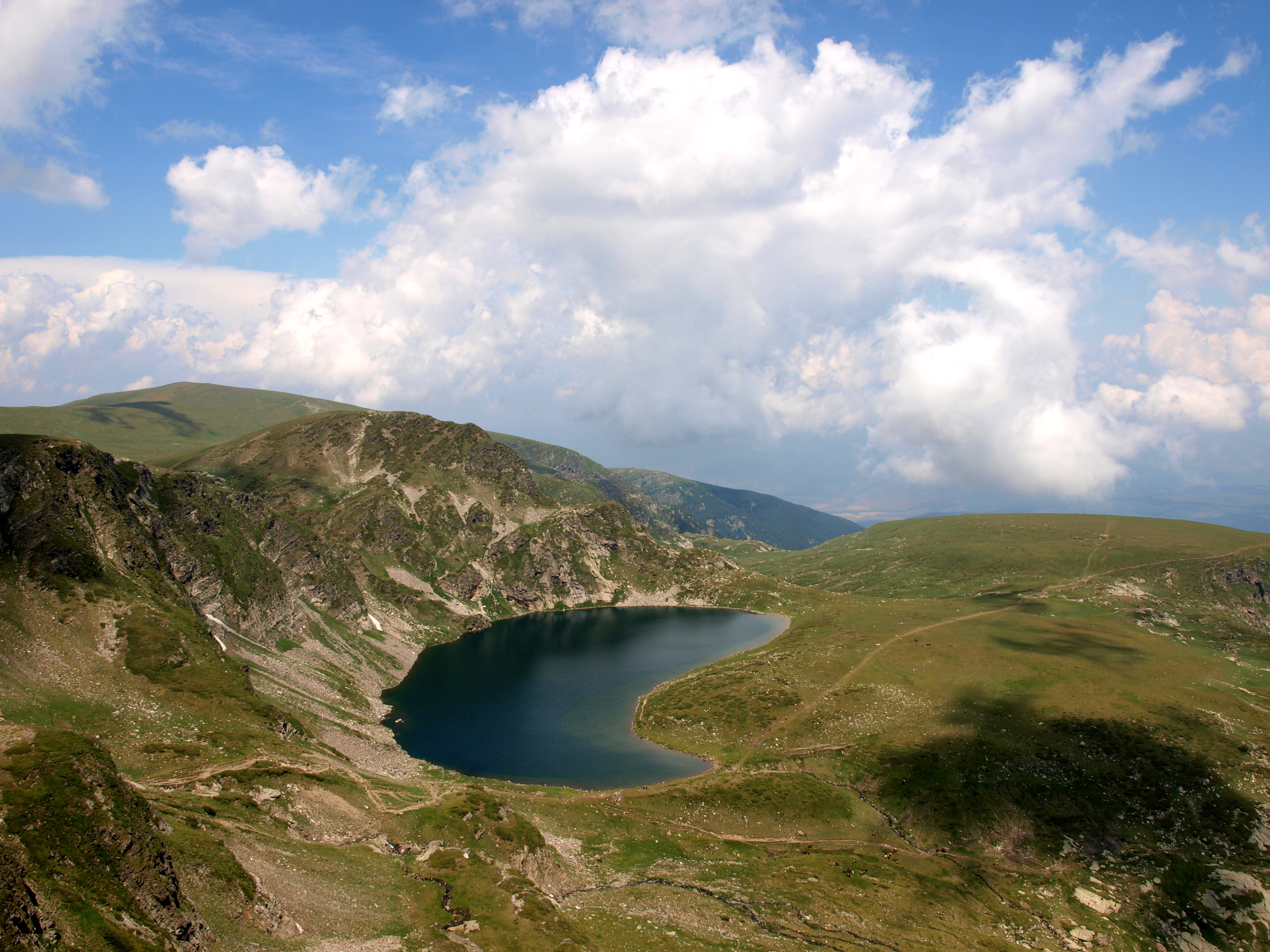
Рильские озёра, финиш забегов

## Расписание
| Дата             | Время | Забег   |
| ---------------- | ----- | ------- |
| 11 сентября 2016 | 09:30 | Юниорки |
| 11 сентября 2016 | 10:30 | Юниоры  |
| 11 сентября 2016 | 11:00 | Женщины |
| 11 сентября 2016 | 11:30 | Мужчины |

Время местное (UTC+3:00)

## Призёры
Курсивом выделены участники, чей результат не пошёл в зачёт команды.

### Мужчины
| Дисциплина                                | Золото                                                                                      | Золото  | Серебро | Серебро | Бронза | Бронза   |
| ----------------------------------------- | ------------------------------------------------------------------------------------------- | ------- | --- | ------- | --- | -------- |
| 12,7 км перепад высот: +1390 м −20 м      | Джозеф Грей США                                                                             | 1:02.13 | Исраэль Моралес Мексика                                                                                            | 1:03.52 | Ахмет Арслан Турция                                                                                            | 1:04.48  |
| 12,7 км (команды)                         | США · Джозеф Грей · Хейден Хоукс · Бретт Хейлс · Энди Уоккер · Давид Фуэнтес · Мэтт Дэниелс | 32 очка | Италия · Бернард Дематтеис · Мартин Дематтеис · Алекс Бальдаччини · Ксавье Шеврье · Франческо Пуппи · Никола Спада | 33 очка | Мексика · Исраэль Моралес · Норберто Абад · Хуан Карлос Карера · Саид Диас · Виктор Меркадо · Сальвадор Анхель | 69 очков |
| Юниоры 7,3 км перепад высот: +700 м −20 м | Джоэль Айеко Уганда                                                                         | 33.53   | Виктор Киплангат Уганда                                                                                            | 35.39   | Альберт Чемутаи Уганда                                                                                         | 35.50    |
| Юниоры 7,3 км (команды)                   | Уганда · Джоэль Айеко · Виктор Киплангат · Альберт Чемутаи                                  | 6 очков | Италия · Даниэль Паттис · Давиде Маньини · Риккардо Рабино · Андреа Ростан                                         | 41 очко | Франция · Жоан Божар · Сильвен Кашар · Робин Фарисье                                                           | 49 очков |

### Женщины
| Дисциплина                                 | Золото                                                                                 | Золото   | Серебро                                                                                | Серебро  | Бронза                                                                              | Бронза   |
| ------------------------------------------ | -------------------------------------------------------------------------------------- | -------- | -------------------------------------------------------------------------------------- | -------- | ----------------------------------------------------------------------------------- | -------- |
| 7,3 км перепад высот: +700 м −20 м         | Андреа Майр Австрия                                                                    | 39.04    | Валентина Белотти Италия                                                               | 40.47    | Кристель Деваль Франция                                                             | 41.05    |
| 7,3 км (команды)                           | Италия · Валентина Белотти · Аличе Гаджи · Сара Боттарелли · Антонелла Конфортола      | 17 очков | Чехия · Петра Новакова · Павла Схорная-Матяшова · Моника Прейбисхова · Люцие Маршанова | 32 очка  | США · Ким Недо · Эдди Брейси · Ладия Альбертсон-Джунканс · Бетани Сахтлебен         | 36 очков |
| Юниорки 3,6 км перепад высот: +500 м −20 м | Сара Кистнер Германия                                                                  | 22.48    | Михаэла Странская Чехия                                                                | 23.31    | Бронвен Дженкинсон Великобритания                                                   | 23.56    |
| Юниорки 3,6 км (команды)                   | Чехия · Михаэла Странская · Барбора Гавличкова · Катержина Дивишова · Барбора Стыблова | 19 очков | Германия · Сара Кистнер · Нада Бальцарчик · Лиза Эд                                    | 25 очков | Италия · Франческа Франки · Федерика Дзанне · Лоренца Беккария · Валентина Джеметто | 33 очка  |

## Медальный зачёт
Медали завоевали представители 10 стран-участниц.
 Принимающая страна
| Место | Страна         | Золото | Серебро | Бронза | Всего |
| ----- | -------------- | ------ | ------- | ------ | ----- |
| 1     | Уганда         | 2      | 1       | 1      | 4     |
| 2     | США            | 2      | 0       | 1      | 3     |
| 3     | Италия         | 1      | 3       | 1      | 5     |
| 4     | Чехия          | 1      | 2       | 0      | 3     |
| 5     | Германия       | 1      | 1       | 0      | 2     |
| 6     | Австрия        | 1      | 0       | 0      | 1     |
| 7     | Мексика        | 0      | 1       | 1      | 2     |
| 8     | Франция        | 0      | 0       | 2      | 2     |
| 9     | Великобритания | 0      | 0       | 1      | 1     |
| 9     | Турция         | 0      | 0       | 1      | 1     |
| Всего | Всего          | 8      | 8       | 8      | 24    |